# Stålmannen: Röd son
Stålmannen: Röd Son utspelar sig i en alternativ serietidningsvärld, skriven av Mark Millar. Stålmannen kämpar för Sovjetunionen och internationell socialism istället för den amerikanska livsstilen och Förenta staterna. Serien utspelar sig under Josef Stalins tid som statsöverhuvud i Sovjetunionen. Istället för Stålmannens karaktäristiska S har Red son på sin dräkt hammaren och skäran.